# Qufu
Qufu is een stadsarrondissement in de stadsprefectuur Jining, in de Chinese provincie Shandong. Qufu is de geboorteplaats en jiaxiang van de Confucius. Hij liet hier ook de eerste confuciustempel bouwen.
De gemiddelde temperatuur van dit gebied is 13℃ en het ligt 666 meter boven de zeespiegel. Een groot deel van de Qufu'se bevolking leeft van de landbouw.

## Bezienswaardigheden
- Voorouderhuis van de familie Kong
- Confuciustempel van Qufu
- Confuciusbos

## Geboren
- Confucius (551-479 v.Chr), filosoof en politicus

## Galerij

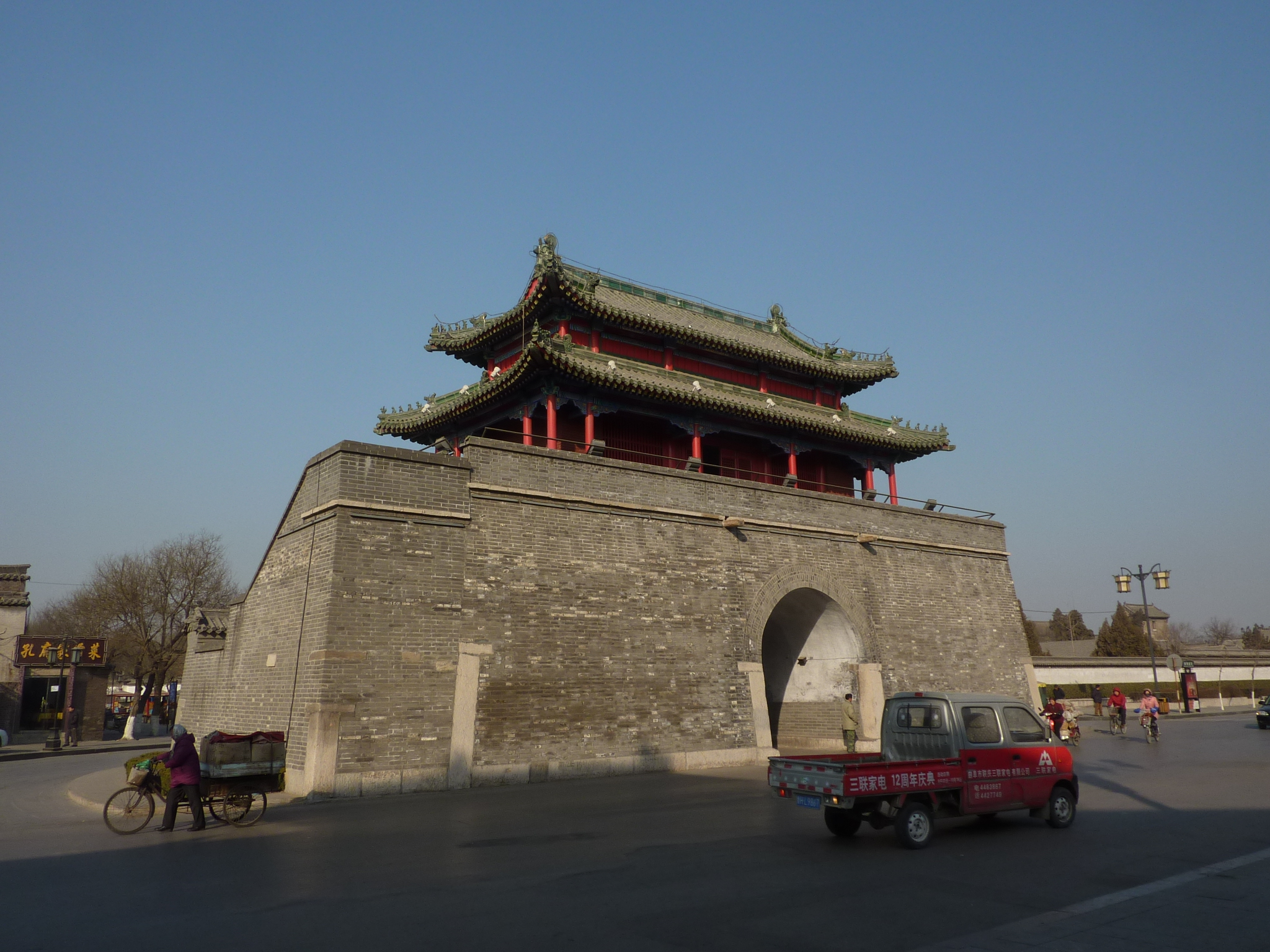
Drumtoren (Gulou)
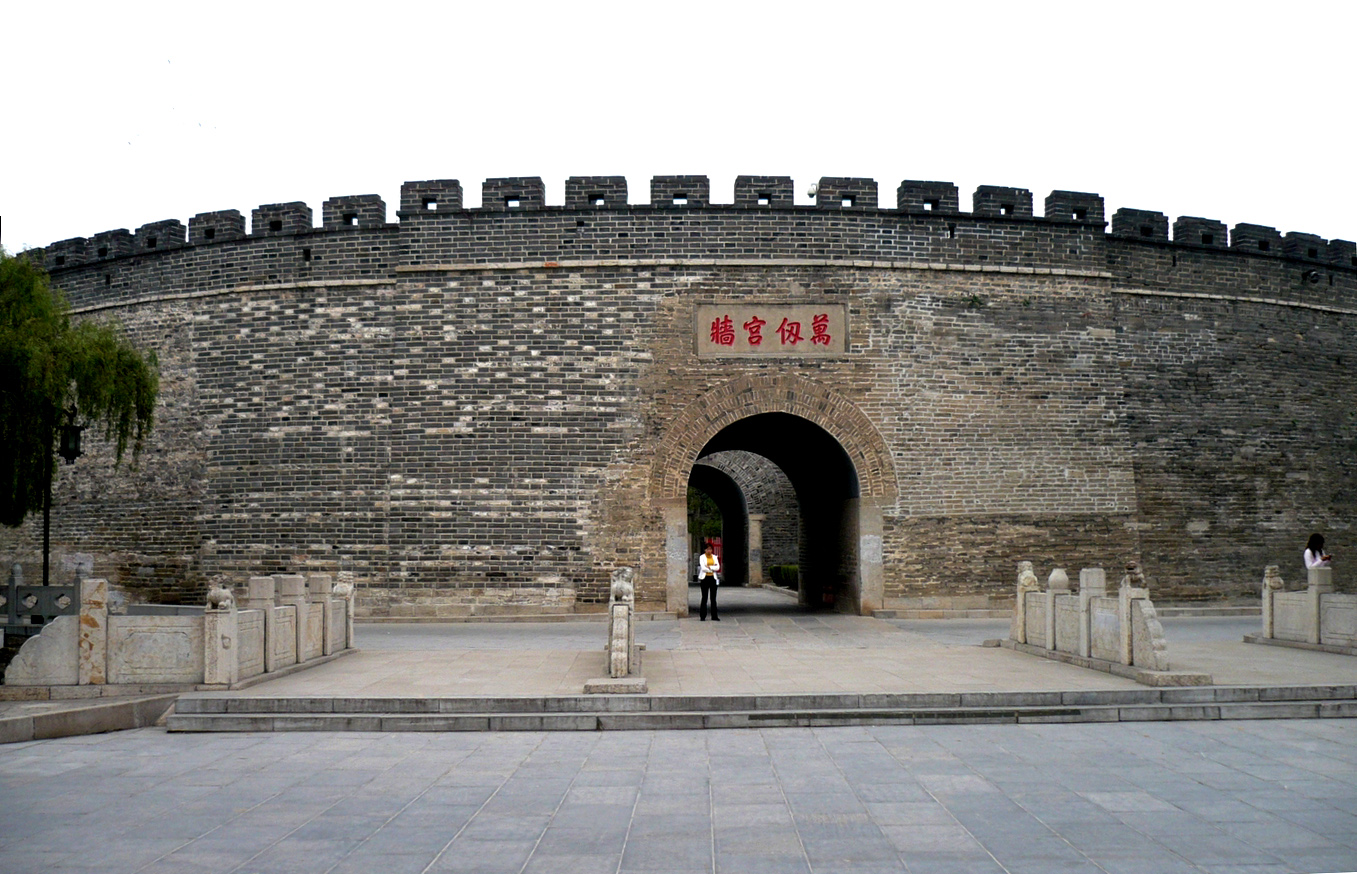
Zuidelijke poort van Qufu
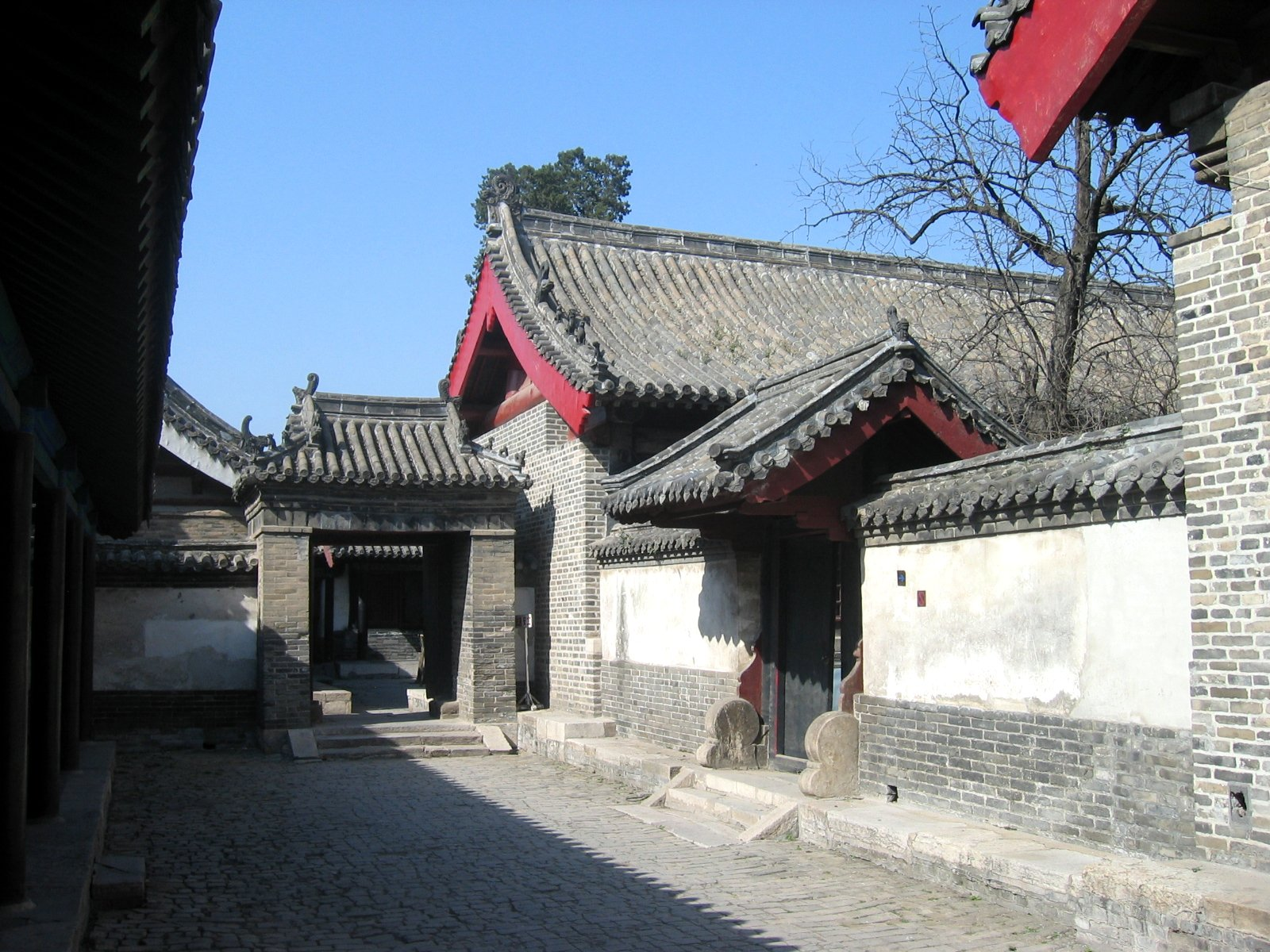
Binnenplaats van het huis van de familie Kong